# Navy Occupation Service Medal
Die Navy Occupation Service Medal war eine militärische Auszeichnung der US-Streitkräfte. Die erste Verleihung fand im Einführungsjahr 1946 statt. Der Orden wurde an Angehörige der Teilstreitkräfte US Navy, US Marines und der US Coast Guard verliehen, die nach dem Zweiten Weltkrieg mindestens 90 Tage in den besetzten Teilen Europas und Asiens gedient haben. Zur Medaille gehören zwei verschiedene Bandauflagen, auf denen der jeweilige Einsatzort Europe oder Asia vermerkt ist. Die Vergabe der Navy Occupation Service Medal endete mit der deutschen Wiedervereinigung am 3. Oktober 1990.
Eine Sonderstufe mit der Spange eines kleinen Flugzeugs wurde während der Berlin-Blockade vergeben.
Diese militärische Auszeichnung wurde in den folgenden Regionen und Zeiträumen verliehen:
- Italien (8. November 1945 bis 15. Dezember 1947)
- Triest (8. Mai 1945 bis 25. Oktober 1954)
- Deutschland (8. Mai 1945 bis 5. Mai 1955)
- Österreich (8. Mai 1945 bis 25. Oktober 1955)
- West-Berlin (8. Mai 1945 bis 3. Oktober 1990)
- Pazifik (2. September 1947 bis 27. April 1952)

Soldaten die im Koreakrieg gedient hatten, wurde die Auszeichnung ebenfalls verliehen, jedoch nicht an Träger der Korean Service Medal.
Das Äquivalent der US Army und der US Air Force war die Army of Occupation Medal.